# 5466 Makibi
5466 Makibi è un asteroide della fascia principale. Scoperto nel 1986, presenta un'orbita caratterizzata da un semiasse maggiore pari a 3,1054553 UA e da un'eccentricità di 0,1341749, inclinata di 2,12767° rispetto all'eclittica.